# دستگاه خارج هرمی
دستگاه خارج هرمی یا سیستم اکستراپیرامیدال (به انگلیسی: Extrapyramidal system)  به قسمت‌هایی از دستگاه عصبی مرکزی گفته می‌شود که در عمل کنترل حرکت نقش دارند ولی به‌طور مستقیم جزو سیستم هرمی یا پیرامیدال (راه کورتیکواسپینال و راه کورتیکوبولبار) نیستند.
سیستم اکستراپیرامیدال شامل بخش‌هایی از مغز، ساقه مغزی و راه‌های خارج هرمی است. دستگاه خارج هرمی وظیفه تنظیم حرکات غیرارادی را برعهده دارد. امروزه این سیستم به میزان زیادی درارتباط با عقده‌های قاعده ای به کار می‌رود.

## راه‌های حرکتی نزولی
راه‌های حرکتی نزولی شامل دو راه می‌باشند:
- دستگاه هرمی (شامل راه هرمی و راه قشری پیاز طناب نخاعی)
- راه‌های خارج هرمی(Extrapyramidal Tracts)

راههای خارج هرمی که به طناب نخاعی ختم می‌شوند شامل شش راه می‌باشند.راه هرمی به علت نقش مهمی که در فرایند کنترل حرکت دارد ازنظر بالینی حائز اهمیت است.به همین ترتیب راه قشری بصل الطناب نخاعی که در ارتباط با اعصاب مغزی مربوطه می‌باشد در بیماری‌های نورولوژی مهم است.

## اجزای سیستم
مهمترین بخش‌ها و راه‌های سیستم خارج هرمی عبارتنداز:
- عقده‌های قاعده ای (هسته‌های قاعده ای)
- تشکیلات مشبک (رتیکولار فورمیشن)
- هسته‌های دهلیزی (وستیبولار)
- هسته قرمز
- راه‌های خارج هرمی که شامل راه‌های زیر است:
  - راه وستیبولواسپاینال طرفی
  - راه رتیکولواسپاینال ( pontine و medullary )
  - راه تکتواسپاینال
  - راه روبرواسپاینال
  - راه اولیوواسپاینال

## ضایعه
ضایعه سیستم اکستراپیرامیدال در ناحیه عقده‌های قاعده‌ای منجربه اختلالات حرکتی به صورت کاهش یا افزایش تون عضلانی (مثلاً رژیدیتی که نوعی سفتی عضلانی است) و همچنین حرکات اضافی به صورت لرزش، رقصاک، آتتوز، دیستونی و همی بالیسم می گردد.عوارض خارج هرمی که اصولاً اختلالات حرکات عضلانی هستند در اثر مصرف زیاد برخی داروها مانند متوکلوپرامید و داروهای آنتی سایکوتیک نیز دیده می‌شود. خصوصاً واکنش‌های دیستونیک و آکاتزی (Akathisia) (ناتوانی در بیحرکت ماندن) ، آکینزی(ناتوانی در شروع حرکت) و انقباض عضلات گردن.